# Puijärvi
Puijärvi är en sjö i Finland. Den ligger i kommunen Sodankylä i landskapet Lappland, i den norra delen av landet, 800 km norr om huvudstaden Helsingfors. Puijärvi ligger 208,3 meter över havet. Arean är 36,5 hektar och strandlinjen är 3,5 kilometer lång. Sjön  ingår i Kemi älvs huvudavrinningsområde. 